# Суботівська сільська рада (Чигиринський район)
Суботівська сільська́ ра́да — адміністративно-територіальна одиниця та орган місцевого самоврядування в Чигиринському районі Черкаської області. Адміністративний центр — село Суботів.

## Загальні відомості
- Населення ради: 875 осіб (станом на 2001 рік)

## Населені пункти
Сільській раді підпорядковані населені пункти:
- с. Суботів

## Склад ради
Рада складається з 12 депутатів та голови.
- Голова ради: Гришко Іван Павлович
- Секретар ради: Гапша Василь Михайлович

### Керівний склад попередніх скликань
| Прізвище, ім'я, по батькові | Основні відомості                                                                       | Дата обрання | Дата звільнення |
| --------------------------- | --------------------------------------------------------------------------------------- | ------------ | --------------- |
| Гришко Іван Павлович        | Сільський голова, 1943 року народження, освіта середня спеціальна, безпартійний         | 26.03.2006   | 31.10.2010      |
| Гришко Іван Павлович        | Сільський голова, 1943 року народження, освіта середня спеціальна, член Партії регіонів | 31.10.2010   |                 |

Примітка: таблиця складена за даними сайту Верховної Ради України

### Депутати
За результатами місцевих виборів 2010 року депутатами ради стали:

#### За суб'єктами висування
| Суб'єкт висування | Кількість обраних депутатів | %   |
| ----------------- | --------------------------- | --- |
| Самовисування     | 12                          | 100 |

#### За округами
| № округу | Прізвище, ім'я, по батькові       | Дата визнання обраним | Освіта  | Партійна приналежність | Відомості про обраного депутата                                                    |
| -------- | --------------------------------- | --------------------- | ------- | ---------------------- | ---------------------------------------------------------------------------------- |
| 1        | Розова Тетяна Іванівна            | 04.11.2010            | вища    | позапартійна           | пенсіонер                                                                          |
| 2        | Кукса Надія Василівна             | 04.11.2010            | вища    | член Партії регіонів   | НІКЗ «Чигирин», старший науковий співробітник                                      |
| 3        | Каплун Микола Іванович            | 04.11.2010            | вища    | позапартійний          | приватний підприємець                                                              |
| 4        | Кривенко Михайло Гаврилович       | 04.11.2010            | середня | позапартійний          | пенсіонер                                                                          |
| 5        | Пашковська Лідія Володимирівна    | 04.11.2010            | вища    | позапартійна           | тимчасово не працює                                                                |
| 6        | Гапша Василь Михайлович           | 04.11.2010            | середня | член Партії регіонів   | Суботівська сільська рада, секретар                                                |
| 7        | Набока Оксана Степанівна          | 04.11.2010            | вища    | позапартійна           | Суботівська сільська рада, головний бухгалтер                                      |
| 8        | Комаренко Валентина Володимирівна | 04.11.2010            | вища    | член Партії регіонів   | Суботівська загальноосвітня школа, завуч                                           |
| 9        | Кубрак Олександр Васильович       | 04.11.2010            | середня | член Партії регіонів   | тимчасово не працює                                                                |
| 10       | Ряднина Юлія Анатоліївна          | 04.11.2010            | середня | член Партії регіонів   | Чигиринський територіальний центр обслуговування пенсіонерів, соціальний працівник |
| 11       | Литвиненко Любов Кузьмівна        | 04.11.2010            | вища    | позапартійна           | пенсіонер                                                                          |
| 12       | Хромов Анатолій Максимович        | 04.11.2010            | середня | позапартійний          | пенсіонер                                                                          |